# Bataille de Damme
Pour les articles homonymes, voir Damme (homonymie).
Conflit entre Capétiens et Plantagenêt - 
Guerre de 1213-1214
Batailles
- Fréteval (1194)
- Gisors (1198)
- Châlus-Chabrol (1199)

- Mirebeau (1202) (en)
- Château-Gaillard (1203-1204)
- Rouen (1204)

- Damme (navale) (1213)
- Damme (terrestre) (1213)
- La Roche-aux-Moines (1214)
- Bouvines (1214)

- Lincoln (1217)
- Douvres (1217)
- Sandwich (1217)

- La Rochelle (1224)

- Taillebourg (1242)

La bataille navale de Damme s'est déroulée le 30 et le 31 mai 1213 durant le conflit entre Capétiens et Plantagenêt. Le succès du raid anglais mit fin à une menace d'invasion française de l'Angleterre.
Damme est situé sur l'estuaire du Zwin, ce bras de mer (de nos jours ensablé), à l'époque dans le comté de Flandre (actuellement en Belgique). C'était alors le port de Bruges.

## Contexte et préparation
Les Anglais savaient que le roi Philippe II de France avait l'intention d'envahir l'Angleterre, à tout le moins comme un moyen de prévenir une attaque anglaise sur le Poitou. Pendant ce temps, Philippe est en Flandre pour attaquer le comte Ferrand de Flandre. Le roi Jean d'Angleterre répond en envoyant une flotte en Flandre. Cette flotte compte 500 navires, 700 chevaliers et leurs hommes, ainsi que des mercenaires, sous le commandement de Guillaume de Longue-Épée, accompagné de Renaud de Dammartin et Hugues de Bove. Elle quitte l'Angleterre le 28 mai 1213.

## Déroulement
Entrant dans l'estuaire de la Zwin le 30 mai, la flotte anglaise y trouve une énorme armada française, 1 700 navires lourdement chargés de vivres et de biens personnels des barons français.  Les navires français, trop nombreux, n’ont pu tous entrer dans le port : 400 d’entre eux sont à l’ancre au large, une centaine ont été tirés sur la plage.
La plupart de l'armée française est au siège de Gand, la flotte n'a qu'une faible défense. La quasi-totalité des équipages et des troupes, ne résistant pas à l’attrait des richesses de la région, a mis pied à terre pour se livrer au pillage.
Les Anglais s’emparent sans mal de 300 des 400 bâtiments ancrés devant Damme et pillent et incendient une centaine d'autres. Les équipages français, enfin alertés, regagnent en toute hâte les navires restés dans le port et engagent le combat. Leur résistance se durcissant, les Anglais débarquent le lendemain de chaque côté du port pour prendre les Français en tenaille. Philippe II, prévenu de l’attaque, lève aussitôt le siège de Gand, à deux pas de là, et se porte au secours de sa flotte. Le contingent anglais, écrasé, doit se rembarquer précipitamment.
La bataille est alors plutôt indécise car les Anglais n’ont réussi qu’à capturer ou détruire moins de la moitié des navires français avant d’être refoulés. 
C’est la réaction de Philippe II qui détermine le sort de cette journée et en fait une victoire anglaise : tout se passe comme si le roi, vainqueur à terre, se trouvait contrarié par cette flotte qui semble l’encombrer dans son dos et pour laquelle il a dû lever le siège de Gand. Craignant peut-être un retour offensif des Anglais contre une concentration navale qui ne lui semble plus utile, le port étant encombré par les débris, il met le feu au reste de ses navires. « Les Français connaissent mal les voies de la mer » aurait à cette occasion soupiré Philippe II.
L'armée anglaise retourne en Angleterre avec les navires saisis et un butin important (le biographe de Guillaume le Maréchal a prétendu « jamais eu tant de trésors entrer en Angleterre depuis l'époque du roi Arthur »).

## Conséquences
À la suite de cette défaite, Philippe Auguste retourne en France, non sans avoir pillé et brûlé au passage nombre de villes flamandes telles que Bailleul, Cassel, Steenvoorde, Lille..